# Claudia Marcella den Yngre
Claudia Marcella den Yngre (født på et tidspunkt før 39 f.Kr.) var en niece til den første romerske kejser Augustus. Hun var den anden overlevende datter født i ægteskabet mellem kejserens søster Octavia den Yngre og hendes første mand Gaius Claudius Marcellus. Marcella fik mange børn med flere ægtemænd, og gennem sin søn Marcus Valerius Messalla Barbatus er hun bedstemor til kejserinde Messalina.

## Biografi

### Tidlige liv
Octavia var gravid, da hun ægtede Marcus Antonius i 40 f.Kr., og det er sandsynligt, at barnet var Marcella den Yngre - men det er ikke sikkert. Hvis det er, blev Marcella født efter sin fars død, og hun voksede op i de sidste år af borgerkrigen som endte med Slaget ved Actium.  Hendes helsøskende var storesøster Claudia Marcella den Ældre og hendes eneste overlevende bror Marcus Claudius Marcellus. Fra hendes mors andet ægteskab med Marcus Antonius havde hun også to halvsøstre, Antonia den Ældre og Antonia den Yngre.

### Ægteskaber
Marcellas første kendte ægteskab blev indgået omkring 15 f.Kr med den tidligere konsul og censor Paullus Aemilius Lepidus, da hun var ca. 24 år.  Paullus var enkemand og havde tre børn fra sit tidligere ægteskab;  Marcella kan også have været gift tidligere. Marcella fødte ham en søn ved navn Paullus Aemilius Regillus.  Eva Bayer-Niemeier foreslår, at Lucius Aemilius Paullus, der døde i 14 f.Kr., kan have været en anden søn af Lepidus og Marcella, men J. Scheid og Ronald Syme mener, at denne mand er identisk med Lucius Aemilius Paullus, der var konsul i 1 e.Kr., men denne identificering er ikke universelt anerkendt. Efter Lepidus' død blev Marcella gift med Marcus Valerius Messalla Appianus, som hun fødte sønnen, Marcus Valerius Messalla Barbatus, og sandsynligvis datteren, Claudia Pulchra.
Der har været nogle spekulationer blandt historikere som George Patrick Goold om, at hendes datter Claudia Pulchra faktisk kunne have været barn af Publius Claudius Pulcher (søn af Clodius ) fra et tidligere ægteskab, men andre som Syme har afvist denne teori. Syme er på den anden side enig i, at Paullus (og heller heller ikke Appianus) sandsynligvis ikke var Marcellas første mand, da ægteskabet fandt sted ret sent, foreslog han i stedet et ægteskab med en søn af Lucius Marcius Philippus, som kan være død eller blevet afvist, før han var gammel nok til at være konsul eller til Marcus Appuleius, Marcellas halvfætter på moderens side, som antages at være død på et tidspunkt efter hans konsulskab i 20 f.Kr. Klaus Zmeskal mener, at det var hende og ikke hendes søster, der var gift med Iullus Antonius.